# Canzone per un amico
Canzone per un amico è un singolo dei cantante italiano Venerus, pubblicato il 23 aprile 2020 come primo estratto dal primo album in studio Magica musica.

## Descrizione
Il brano è stato prodotto dall'artista stesso in collaborazione con Mace ed è stata realizzata in un solo giorno, partendo da un'idea iniziale composta da chitarra e congas fino ad arrivare al testo e all'assolo di sassofono.

## Tracce
1. Canzone per un amico – 3:42

## Formazione
Musicisti
- Venerus – voce, strumentazione
- Vittorio Gervasi – sassofono

Produzione
- Mace – produzione
- Venerus – produzione
- Andrea Suriani – missaggio, mastering